# نائلة لبس
نائلة عزام لبس، ولدت في مدينة الناصرة عام 1948 وهي باحثة في التاريخ الشفوي الفلسطيني.

## نشأتها
ولدت لبس في مدينة الناصرة لأسرة تهجّرت عام 1948 من حيفا للناصرة، في الناصرة باتت قريبة من بيت جدتها في يافة الناصرة، وهناك تعرّفت مبكرا على الغناء الفلكلوري الذي استهواها منذ الطفولة، إضافة لكونها ابنتة لبيت موسيقى، بأن قرية عين ماهل بقضاء الناصرة المتميزة بمحافظة أهلها على التراث الغنائي، والتي عملت فيها بتدريس الموسيقى مدة طويلة، لها فضل كبير عليها.

## مسيرتها العلمية
نائلة لبس باحثة بالتراث الفلكلوري الفلسطيني النسائي، إذ ينقسم الغناء الشعبي الفلسطيني لأغاني خاصّة بالرجال وأخرى خاصّة بالنساء، التي تخصّ الأفراح والأتراح ولهذه الأغاني أهداف وظيفية الطرب ليس أحدها، ومن بين مؤلفاتها كتاب يا ستي ويا ستي، أغانينا النصراوية، الأغاني الفلكلورية النسائية. اهتمت لبس أساسا بجمع النصوص أكثر من دراستها وبحثها، ولكنها لا تكتفي بجمع وتدوين وأرشفة ما تسمعه بل تناقش ذلك مع مؤرخين وباحثين في مجال التراث الشعبي والتاريخ، وإضافة لكتابين آخريين بعنوان و«الأمومة والطفولة في الفولكلور الفلسطيني»، و«قريمشة يا قريمشة».

## إصدارات
- الأغاني الفلكلورية النسائية لمناسبة الخطبة والزواج - طبعة أولى 1989
- أغانينا النصراوية شامية وجاي من الشام - طبعة أولى 1994
- من معتقداتنا الشعبية صيبة العين - 1996
- الأمومة والطفولة في الفلكلور الفلسطيني يا ستي ويا ستي
- من حكاياتنا الشعبية دردبيس ودردبيسة - طنجر طنجر

## وصلات خارجية
- المهاهاة
- نائلة لبس عبر شاشة مساواة